# Fabelmennesker
Fabelmennesker er fantasimennesker, der findes i fabler og eventyr. Et eksempel er mennesker med to hoveder.

## Fabelmennesker
- Blemmye
- Hundehoved (mytologi)
- Kyklop
- Skyggefod
- Varulv

| Mytologi | Spire Denne artikel om mytologi er en spire som bør udbygges. Du er velkommen til at hjælpe Wikipedia ved at udvide den. |